# Zobel-Klasse
| Flagge der Bundesmarine    | Flagge der Bundesmarine | Flagge der Bundesmarine |
| -------------------------- | --- | ----------------------- |
| Wappen des 7. SG           | |                         |
| Technische Daten           | |                         |
| Typ:                       | Torpedoschnellboot |                         |
| Klasse:                    | 142 |                         |
| Einheiten:                 | 10 für die Bundesmarine (weitere für den Export) |                         |
| Verdrängung:               | 206 Tonnen |                         |
| Länge:                     | 42,62 Meter |                         |
| Breite:                    | 7,1 Meter |                         |
| Tiefgang:                  | 2,3 Meter |                         |
| Geschwindigkeit:           | 42 kn (≈78 km/h) |                         |
| Besatzung:                 | 39 gesamt - 4 Offiziere, - 17 Unteroffiziere, - 18 Mannschaften                                                                                             |                         |
| Reichweite:                | (bei 35 kn) 900 sm |                         |
| Leistung:                  | 8.225 kW gesamt |                         |
| Antrieb:                   | 4 Schrauben über je einen 20-Zylinder-V-Motor (MB-518C) |                         |
| Sensoren:                  | Feuerleitradar HSA M20 |                         |
| Bewaffnung: (ursprünglich) | - 4 533-mm-Torpedorohre (max. 7 Torpedos) - 2 Schnellfeuerkanone 40 mm (Bofors) - bis zu 23 Minen, Wurfschienen optional für hintere Torpedorohre umrüstbar |                         |

Die Zobel-Klasse (amtlich: Klasse 142) war die letzte deutsche Entwicklung im Torpedoschnellbootbau. Nach einer Umrüstung von 1970 bis 1972 auf drahtgelenkte Torpedos wurden die Boote als Klasse 142 mod. bezeichnet. Die zehn deutschen Einheiten wurden von der Lürssen-Werft in Bremen und der Kröger-Werft in Schacht-Audorf gebaut und waren von 1961 bis 1984 im Dienst.
Weitere Boote wurden für ausländische Marinen gebaut. In der Türkei erfolgte die Fertigung in Lizenz als Kartal-Klasse. Diese erhielten eine abweichende Bewaffnung mit acht Penguin-Seezielflugkörpern anstatt des hinteren Geschützes und der hinteren Torpedorohre.
Während des Kalten Krieges war es Aufgabe der Boote, die Ostseezugänge zu sperren und die Küsten gegen Landungskräfte zu schützen. Die Boote der Zobel-Klasse bildeten das 7. Schnellbootgeschwader und waren die meiste Zeit in Kiel beheimatet.

## Konstruktion

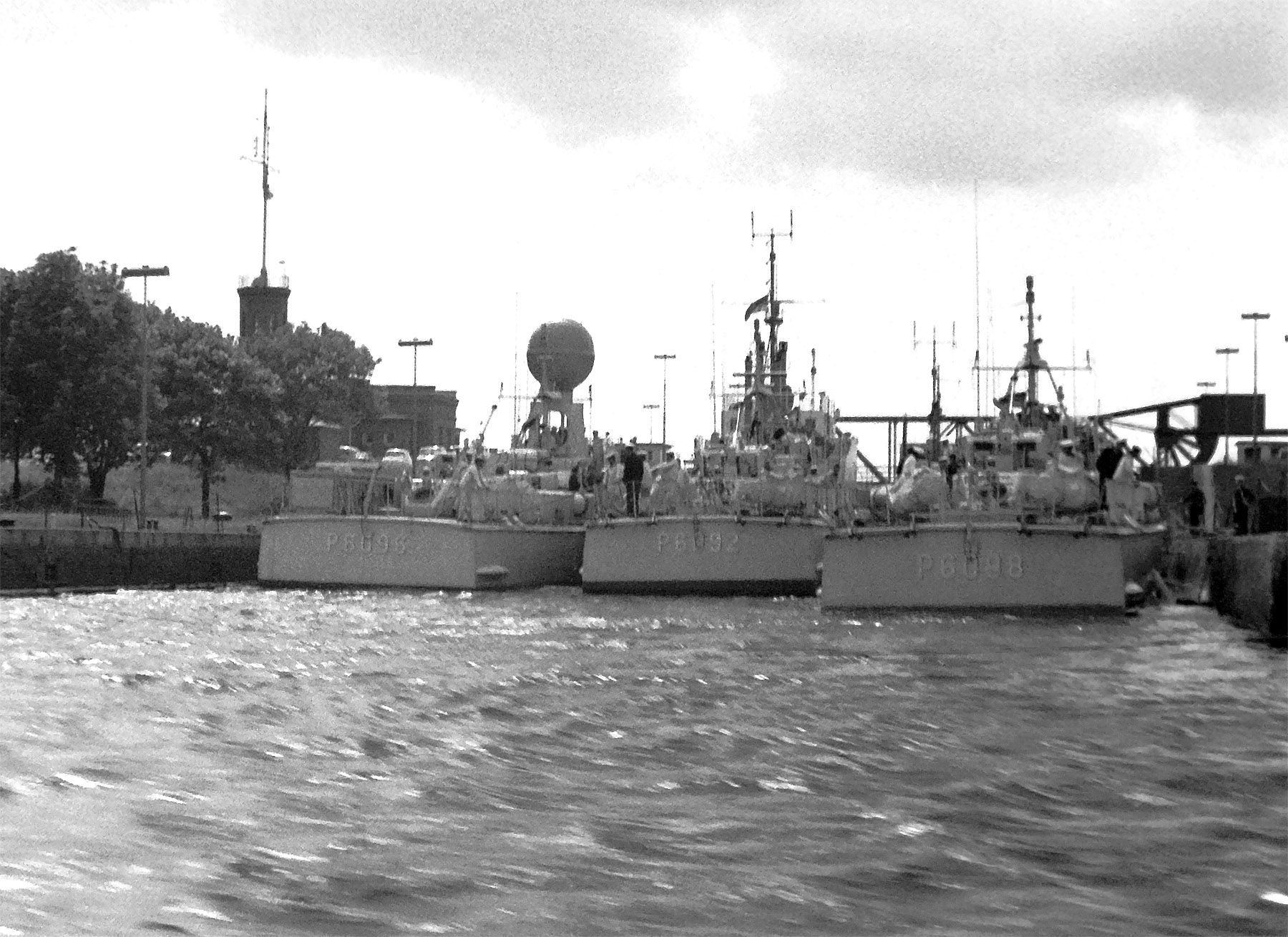
Nerz, Zobel und Gepard 1964 in Wilhelmshaven

Die Zobel-Klasse stellte eine Weiterentwicklung der Jaguar-Klasse dar und stimmte in den wesentlichen Parametern mit dieser überein. Wie diese war der Rumpf in Kompositbauweise aus einer dreilagigen Holzbeplankung auf Leichtmetallspanten gebaut. Die Aufbauten bestanden aus Leichtmetall. Nur Brücke und Geschützstände waren leicht gepanzert.
Durch veränderte und erweiterte Decksaufbauten mit einem geschlossenen Brückenaufbau wurde die Fahrt unter ABC-Schutz möglich, für den eine entsprechende Filter- und Belüftungsanlage eingebaut wurde. Zusätzlich bot das größere Brückenhaus für erweiterte Elektronik Platz. Auffälligstes Unterscheidungsmerkmal war die Ausstattung mit einer verbesserten Radaranlage, äußerlich sichtbar durch ein kugelförmiges Radom. Außerdem kam mit dem Mercedes-Benz MB518 C ein leicht veränderter Motortyp zum Einsatz.

## Bewaffnung
Die Bewaffnung bestand zunächst aus vier Torpedorohren für ungelenkte Torpedos mit dem Durchmesser 533 mm, für die drei Ersatztorpedos mitgeführt werden konnten. In der Regel wurden vier Torpedos vom britischen Typ Mark VIII mitgeführt. Dies waren ungelenkte Torpedos mit Dampfgasantrieb. Anstatt der beiden hinteren Torpedorohre konnten Schienen zum Legen von Minen montiert werden.
Außerdem waren zwei 40-mm-Flakgeschütze in offenen Ständen auf dem Vorschiff und achtern montiert, die auch über einen Artillerieleitstand hinter der Brücke zentral gelenkt werden konnten.
Ab 1970 wurden die vier bugwärts gerichteten Torpedorohre gegen zwei heckwärts montierte Rohre für drahtgelenkte Torpedos ausgetauscht. Nun wurden nur noch zwei Torpedos vom Typ DM2A mitgeführt und es konnten keine Minen mehr gelegt werden.

## Verbleib
Anfang der 1980er-Jahre wurde die Zobel-Klasse durch die Flugkörperschnellboote der Gepard-Klasse ersetzt.

Sieben Boote wurden nach ihrer Generalüberholung an die türkische Marine übergeben. Dort wurden sie aber nicht wieder in Dienst genommen, sondern als Ersatzteilträger für die ab 1971 in der Türkei für den Eigenbedarf in Lizenz gebauten Boote nach und nach abgebrochen.

## Bootsliste
| NATO- Kennung | Deutsche Kennung | Name      | Rufzeichen | Bauwerft | Indienststellung   | Außerdienststellung | Verbleib |
| ------------- | ---------------- | --------- | ---------- | -------- | ------------------ | ------------------- | --- |
| P6092         | S31              | Zobel     | DBUQ       | Lürssen  | 12. Dezember 1961  | 7. September 1982   | zurück an die Lürssen-Werft (?) |
| P6093         | S32              | Wiesel    | DBUS       | Lürssen  | 25. Juni 1962      | 6. März 1984        | an türkische Marine abgegeben |
| P6094         | S33              | Dachs     | DBUU       | Lürssen  | 25. September 1962 | 6. Dezember 1984    | an türkische Marine abgegeben |
| P6096         | S34              | Nerz      | DBUX       | Lürssen  | 11. Januar 1963    | 8. Juli 1982        | Ausbildungshulk in Olpenitz (?) |
| P6098         | S35              | Gepard    | DBVA       | Lürssen  | 18. April 1963     | 9. November 1982    | an türkische Marine abgegeben |
| P6100         | S36              | Frettchen | DBVC       | Lürssen  | 26. Juni 1963      | 9. August 1983      | an türkische Marine abgegeben |
| P6101         | S37              | Ozelot    | DBXE       | Lürssen  | 25. Oktober 1963   | 10. Januar 1984     | an türkische Marine abgegeben |
| P6095         | S38              | Hermelin  | DBUW       | Kröger   | 28. November 1962  | 12. Januar 1983     | Zielschiff(?) |
| P6097         | S39              | Puma      | DBUY       | Kröger   | 21. Dezember 1962  | 17. Dezember 1981   | April 1984 in der Technischen Marineschule Brake als Übungsboot für Brand- und Leckabwehr, heute in Liberia unter der Nummer L3222585 |
| P6099         | S40              | Hyäne     | DBVB       | Kröger   | 10. Mai 1963       | 5. Juni 1984        | an türkische Marine abgegeben |